# Gonocephalum

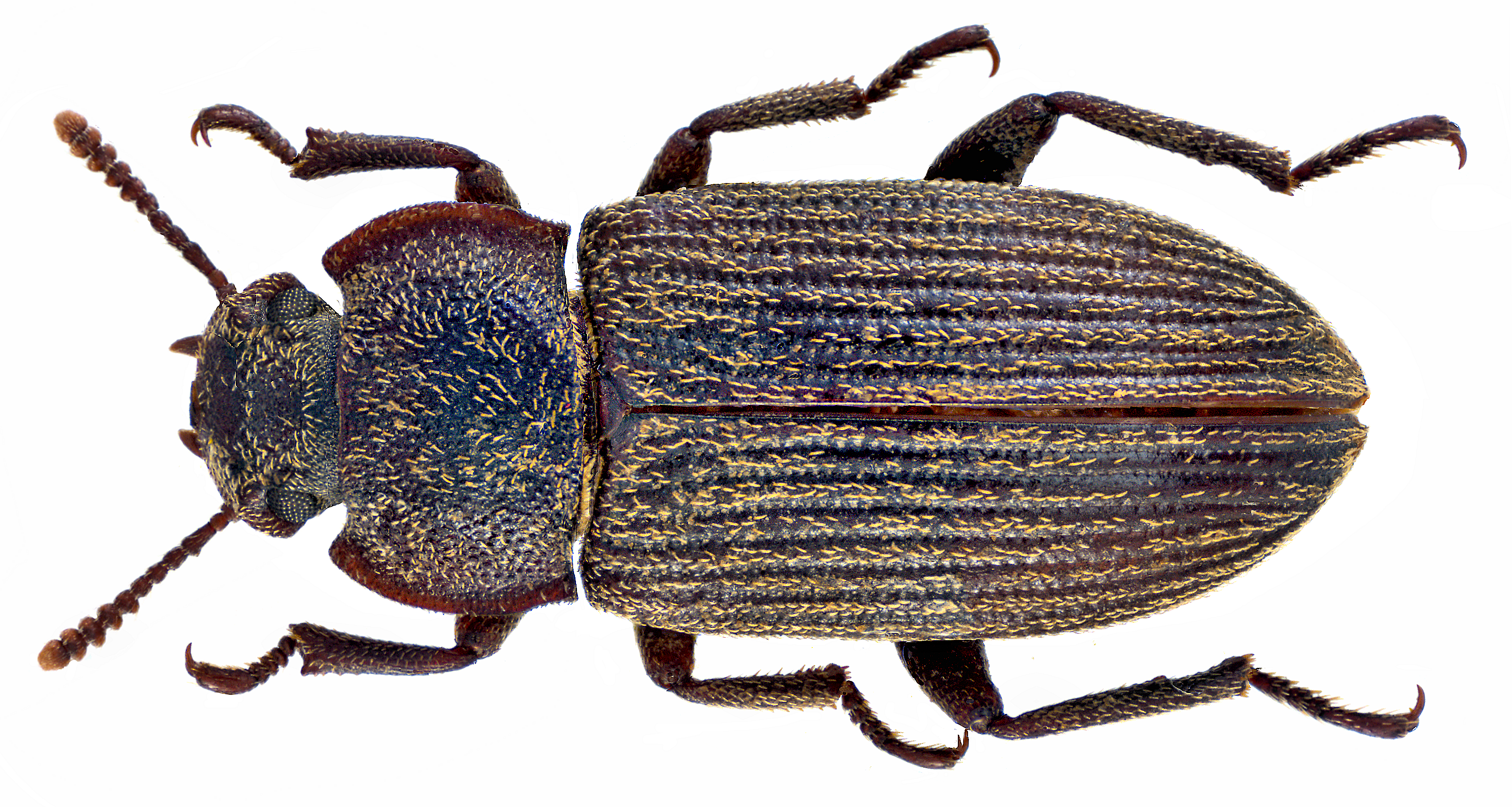
Gonocephalum prolixum

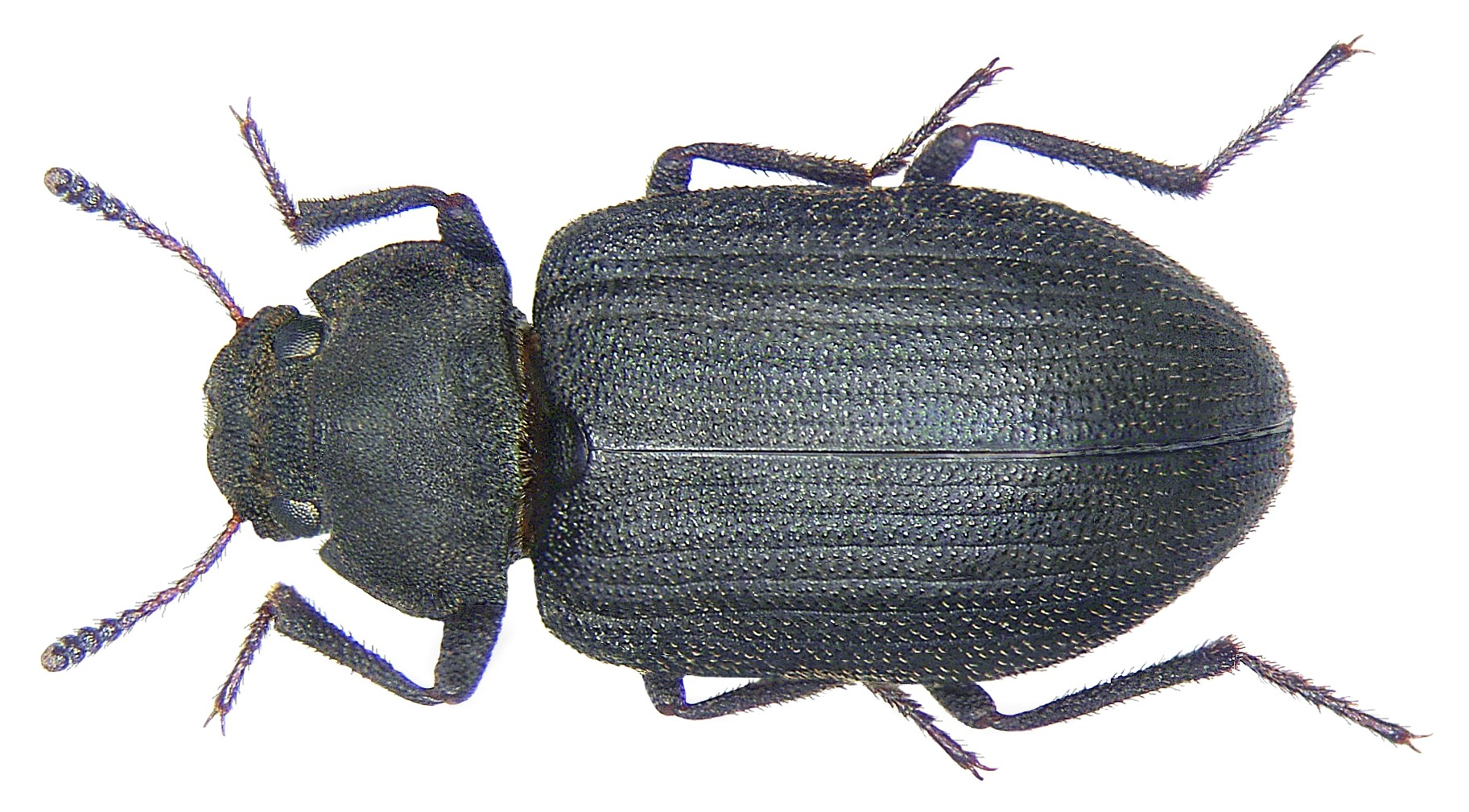
Gonocephalum aequatorialis

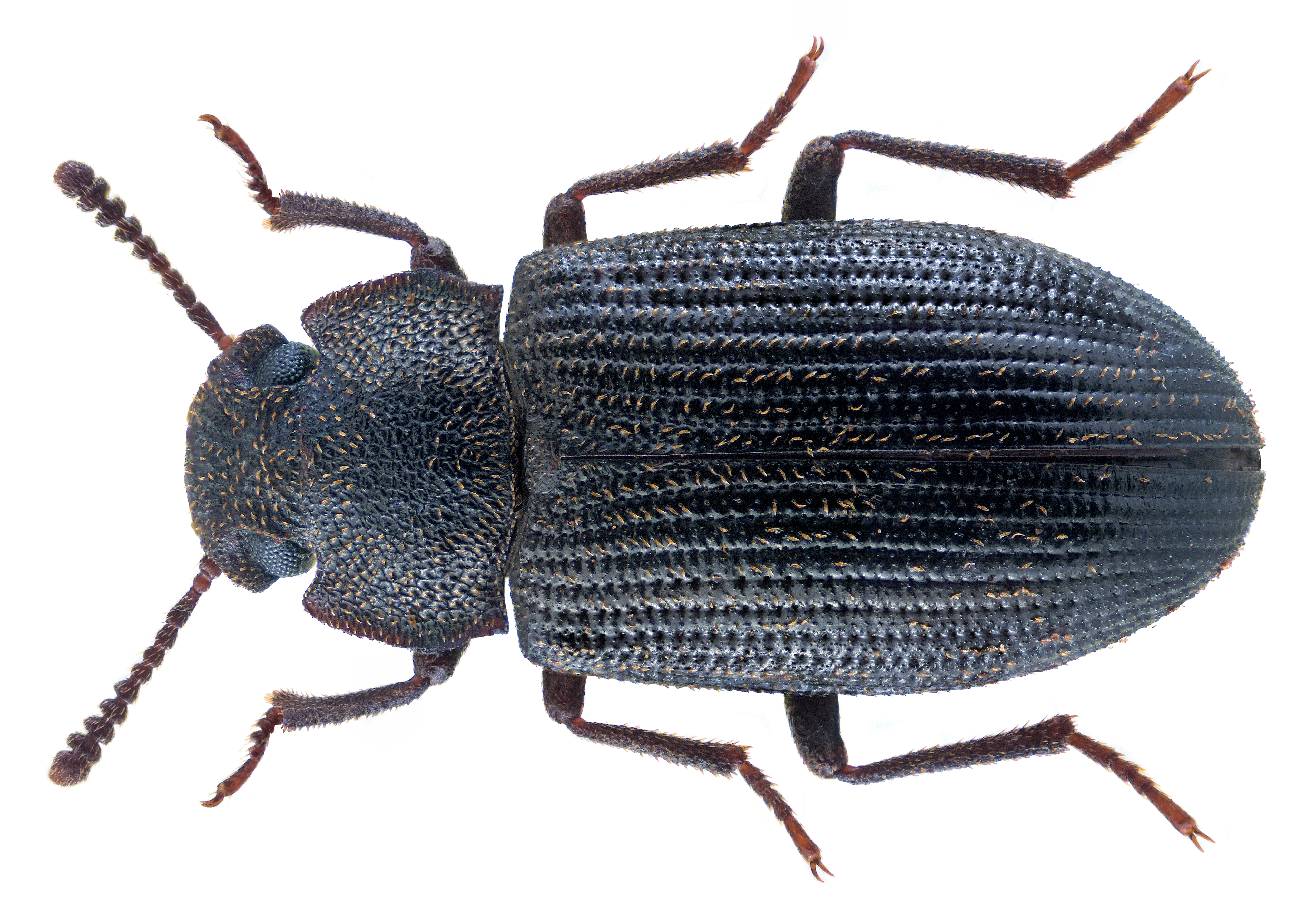
Gonocephalum bradymeroides

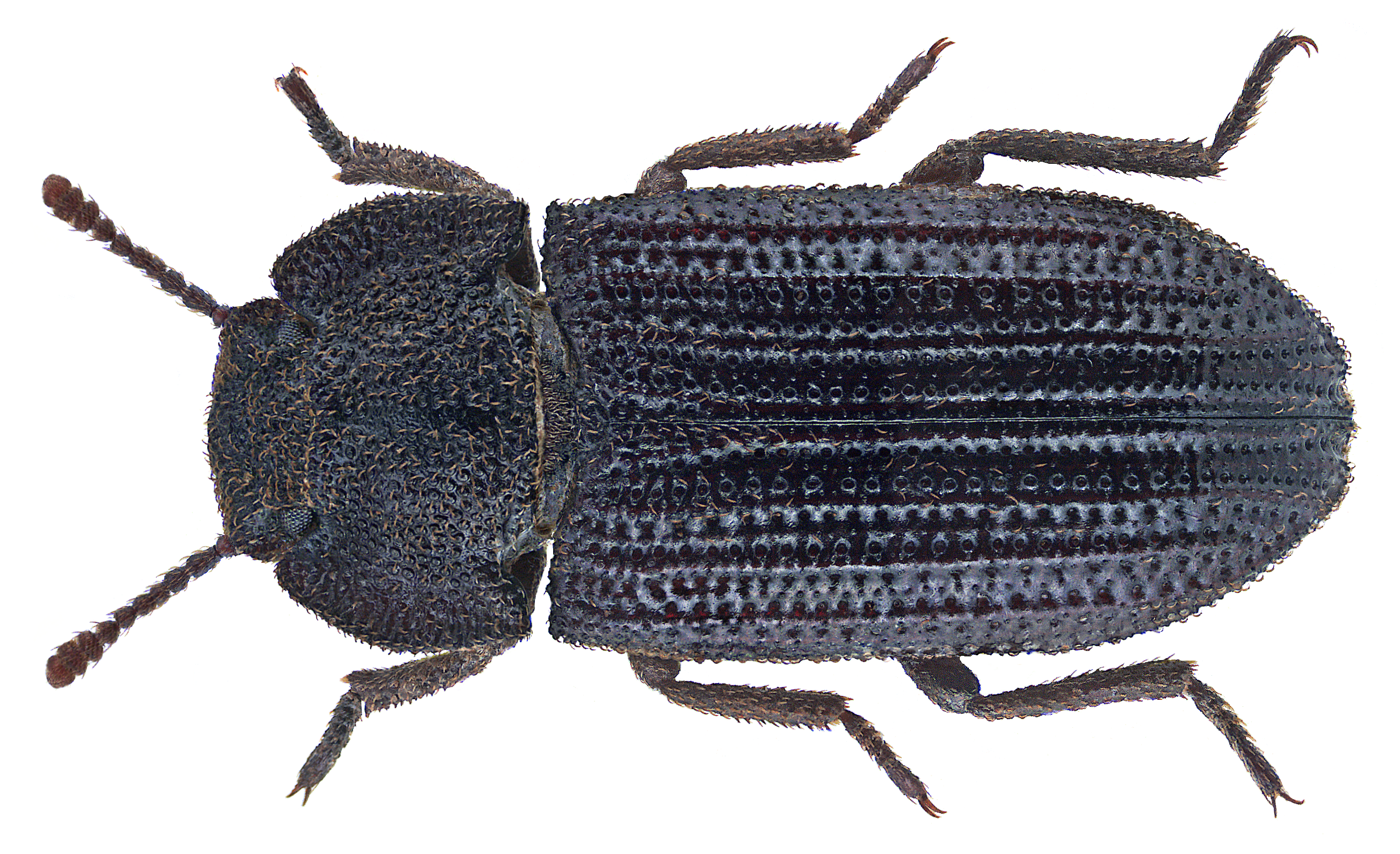
Gonocephalum alternicostis

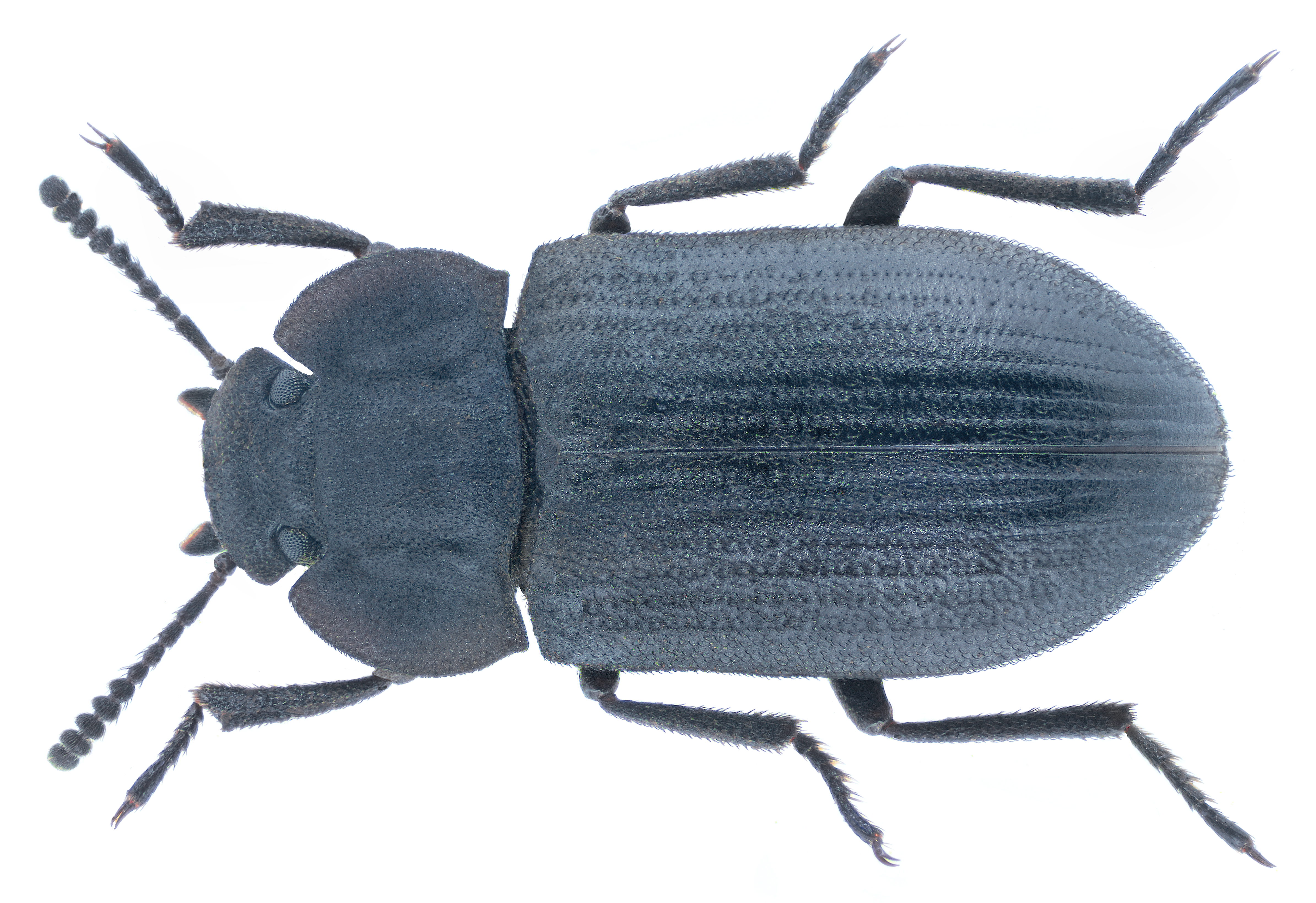
Gonocephalum bilineatum

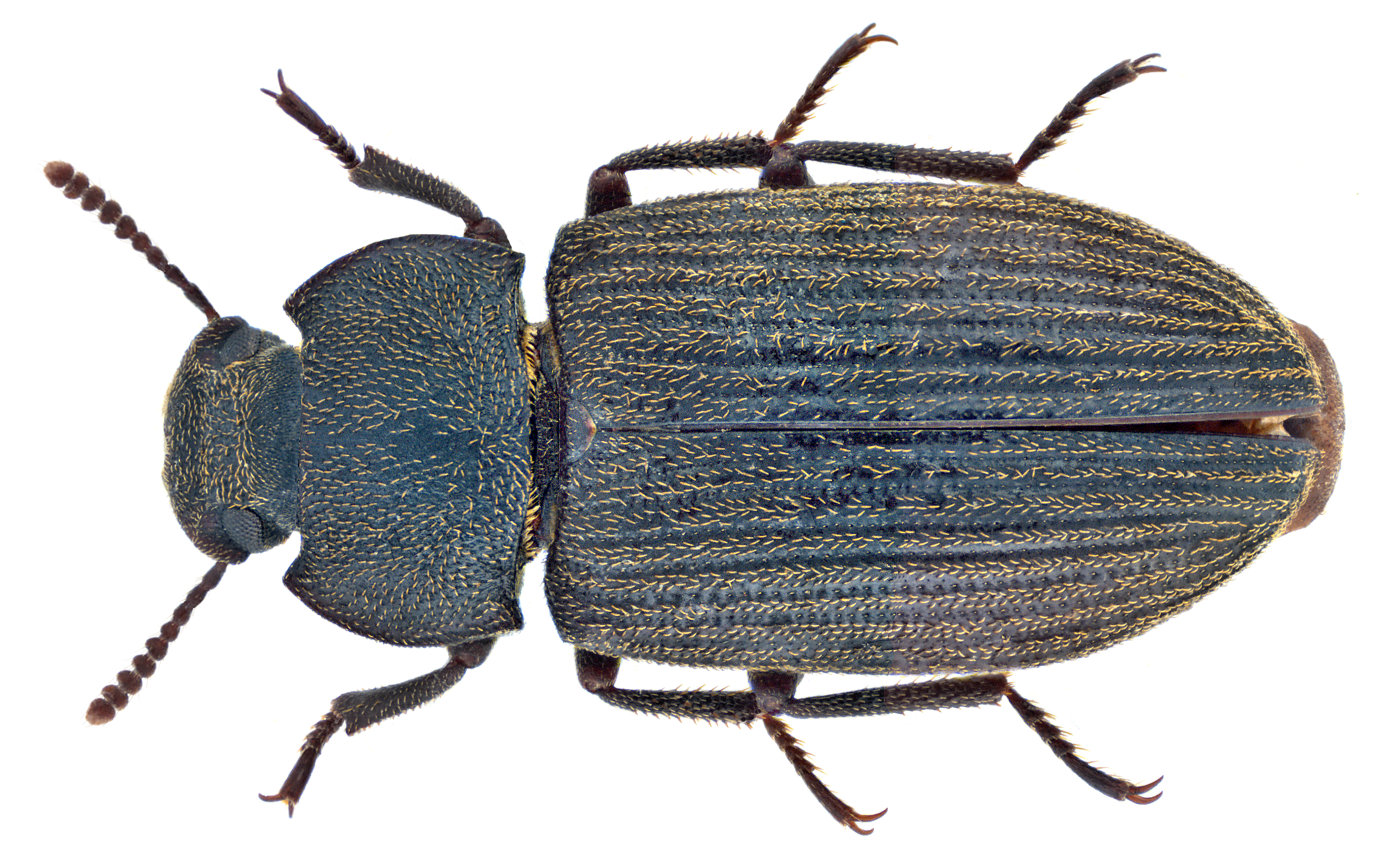
Gonocephalum rusticum

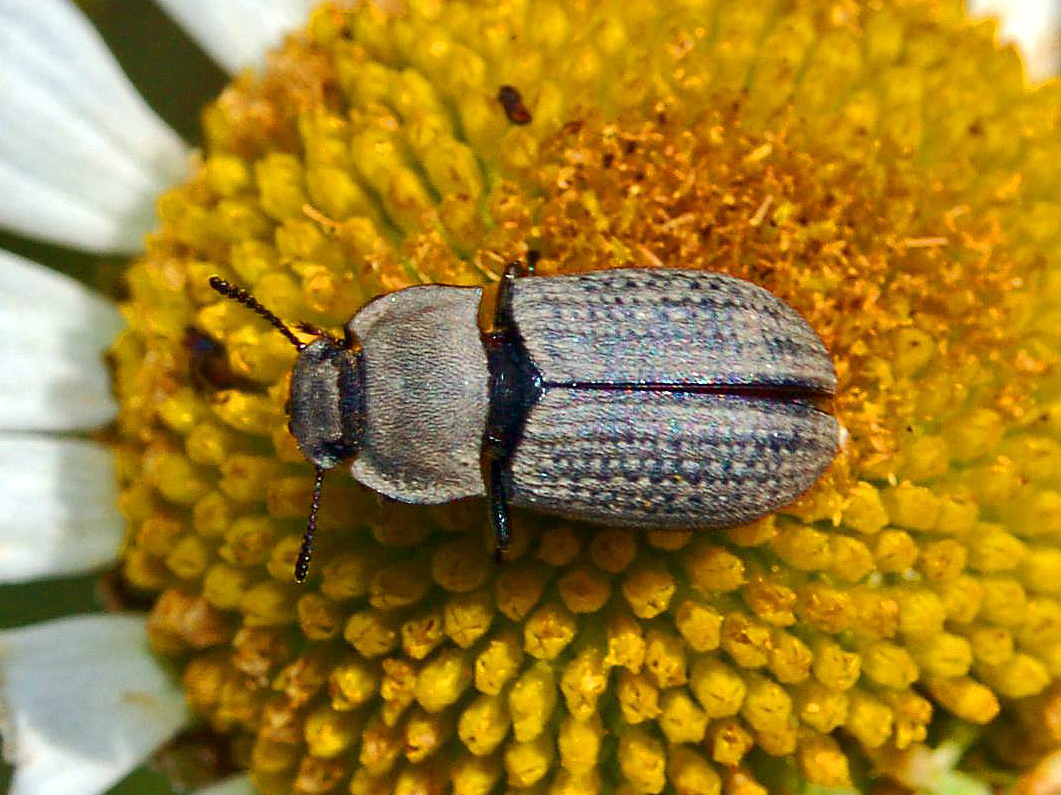
Gonocephalum assimile

Gonocephalum – rodzaj chrząszczy z rodziny czarnuchowatych i podrodziny Tenebrioninae.

## Morfologia i zasięg
Chrząszcze o ciele w zarysie owalnym z równoległymi bokami, bardziej spłaszczonym i wydłużonym niż u omrzeli. Ubarwienie jest czarne do brunatnego, lecz przyżyciowo zwykle ciało pokrywa szarobrunatny nalot z gliny. Głowa jest mocno poprzeczna, tak szeroka jak przedplecze, zaopatrzona w oczy całkowicie podzielone występami policzków. Nadustek ma na przedzie trójkątne wcięcie. Stosunkowo krótkie czułki rozprostowane ku tyłowi nie wykraczają poza środek przedplecza. Mają one człony coraz szersze począwszy od siódmego; człony ósmy, dziewiąty i dziesiąty są poprzeczne, jedenasty zaś okrągławy. Słabo wypukłe, znacznie szersze niż dłuższe, gęsto punktowane przedplecze ma boczne brzegi łukowato zaokrąglone i nieco podniesione rynienkowato. Tarczka ma trójkątny kształt. Pokrywy są wyraźnie szersze od przedplecza i nie przylegają swymi nasadami do jego tylnej krawędzi. Mają lekko wysklepione międzyrzędy, a w rzędach wyraźne szeregi punktów, bez lśniących wyniosłości. Skrzydła tylnej pary są dobrze wykształcone. Odnóża są krótkie; uzębiona przednia ich para pełni funkcje grzebne.
Przedstawiciele rodzaju zamieszkują krainy palearktyczną, etiopską, orientalną i australijską. W Europie Środkowej reprezentowani są przez G. granulatum i G. pygmaeum. Pierwszy gatunek z wymienionych podawany w XIX wieku z Polski, ale przypuszczalnie błędnie.

## Taksonomia
Rodzaj ten wprowadzony został w 1834 roku przez Antoine’a J.J. Soliera. Zalicza się do niego ponad 100 opisanych gatunków, w tym:

- Gonocephalum abnormale Kaszab, 1952
- Gonocephalum acanthocnemis  Gridelli, 1945
- Gonocephalum acoriaceum Chûjô, 1975
- Gonocephalum acuticolle Kaszab, 1952
- Gonocephalum adelaidae (Blackburn, 1894)
- Gonocephalum adpressiforme  Kaszab, 1951
- Gonocephalum adpressum (Germar, 1824)
- Gonocephalum aequale (Erichson, 1843)
- Gonocephalum aequatoriale (Blanchard, 1853)
- Gonocephalum affine (Billberg, 1815)
- Gonocephalum alternatum Carter, 1915
- Gonocephalum andrewesi Kaszab, 1952
- Gonocephalum arenarium (Fabricius, 1775)
- Gonocephalum assimile (Küster, 1848)
- Gonocephalum australe (Boisduval, 1835)
- Gonocephalum bilineatum Walker, 1858
- Gonocephalum brevicorne Chatanay, 1917
- Gonocephalum calcaripes (Karsch, 1881)
- Gonocephalum calvulum (Olliff, 1889)
- Gonocephalum carpentariae (Blackburn, 1894)
- Gonocephalum costatum (Brullé, 1832)
- Gonocephalum cowardense (Blackburn, 1894)
- Gonocephalum dilatatum (Wollaston, 1854)
- Gonocephalum elderi (Blackburn, 1892)
- Gonocephalum granulatum (Fabricius, 1791)
- Gonocephalum hackeri Carter, 1928
- Gonocephalum hispidocostatum  (Fairmaire, 1883)
- Gonocephalum insulanum (Olliff, 1888)
- Gonocephalum lefranci (Fairmaire, 1863)
- Gonocephalum macleayi (Blackburn, 1907)
- Gonocephalum mastersi (Macleay, 1872)
- Gonocephalum merensi (Uyttenboogaart, 1929)
- Gonocephalum meyricki (Blackburn, 1894)
- Gonocephalum misellum (Blackburn, 1907)
- Gonocephalum moluccanum Blanchard, 1853
- Gonocephalum oblitum (Wollaston, 1864)
- Gonocephalum obscurum (Küster, 1849)
- Gonocephalum patruele (Erichson, 1843)
- Gonocephalum perplexum (Lucas, 1849)
- Gonocephalum podagrarium (Kaszab, 1939)
- Gonocephalum prolixum (Erichson, 1843)
- Gonocephalum pubiferum Reitter, 1904
- Gonocephalum pygmaeum (Steven, 1829)
- Gonocephalum rusticum (Olivier, 1811)
- Gonocephalum scutellare Perty, 1831
- Gonocephalum sericeum (Baudi di Selve, 1875)
- Gonocephalum setulosum (Faldermann, 1837)
- Gonocephalum subcostatum Carter, 1921
- Gonocephalum tibiale Grimm, 2011
- Gonocephalum torridum (Champion, 1894)
- Gonocephalum tuberipenne Grimm, 2011
- Gonocephalum walkeri (Champion, 1894)

.